# Motorik
Motorik è il ritmo 4/4 spesso usato dagli artisti krautrock. Coniato da giornalisti musicali, il termine significa "abilità motoria" in tedesco.

## Storia
Il ritmo motorik è stato sperimentato da Jaki Liebezeit, batterista del gruppo rock sperimentale tedesco Can e da Klaus Dinger dei Neu! altro pioniere della tecnica che lo chiamò "ritmo Apache". La tecnica di Moe Tucker, la batterista dei Velvet Underground, è stato specificamente caratterizzato dal critico musicale Chris Jones come "proto-motorik" il motorik è stato utilizzato anche da artisti non tedeschi, in particolare The Modern Lovers, Iggy Pop, Public Image Ltd., Ultravox e Stereolab. Il ritmo ha anche ampi derivati nella musica africana e nelle sperimentazioni ritmiche di Bo Diddley.

## Caratteristiche
Il ritmo motorik è in 4/4 e di passo moderato. Il pattern viene ripetuto ogni misura per tutta la durata del brano. Un colpo di piatto splash o crash viene inserito spesso nella battuta iniziale di una strofa o di un ritornello.
| Tempo     | 1 | + | 2 | + | 3 | + | 4 | + |
| Hi-hat    | x | x | x | x | x | x | x | x |
| Rullante  | – | – | x | – | – | – | x | – |
| Grancassa | x | x | – | x | x | x | – | x |